# Estructuralismo (filosofía)
El estructuralismo es un enfoque de investigación de las ciencias sociales que creció hasta convertirse en uno de los métodos más utilizados para analizar el lenguaje, la cultura y la sociedad en la segunda mitad del siglo XX.
El Estructuralismo es una corriente intelectual y un enfoque metodológico, principalmente en las ciencias sociales, que interpreta los elementos de la cultura humana mediante su relación con un sistema más amplio. Trabaja para descubrir los patrones estructurales que subyacen a todas las cosas que los humanos hacen, piensan, perciben y sienten. 

Alternativamente, tal como lo resume el filósofo Simon Blackburn, el estructuralismo es:
"La creencia de que los fenómenos de la vida humana no son inteligibles sino a través de sus interrelaciones. Estas relaciones constituyen una estructura, y detrás de las variaciones locales de los fenómenos superficiales hay leyes constantes de estructura abstracta."
El estructuralismo en Europa se desarrolló a principios del siglo XX, principalmente en Francia y el Imperio Ruso, en la lingüística estructural de Ferdinand de Saussure y las escuelas de lingüística de Praga, Moscú, y Copenhague. Como movimiento intelectual, el estructuralismo se convirtió en el heredero del existencialismo. Tras la Segunda Guerra Mundial, una serie de estudiosos de las humanidades tomaron prestados los conceptos de Saussure para utilizarlos en sus respectivos campos. El antropólogo francés Claude Lévi-Strauss fue posiblemente el primero de estos estudiosos, despertando un interés generalizado por el estructuralismo.
El modo estructuralista de razonamiento se ha aplicado desde entonces en diversos campos, como la antropología, la sociología, la psicología, la crítica literaria, la economía y el arquitectura. Junto con Lévi-Strauss, entre los pensadores más destacados asociados al estructuralismo figuran el lingüista Roman Jakobson y el psicoanalista Jacques Lacan.
A finales de la década de 1960, muchos de los principios básicos del estructuralismo fueron atacados por una nueva ola de intelectuales y filósofos predominantemente franceses, como Michel Foucault, Jacques Derrida,  Louis Althusser y el crítico literario Roland Barthes. Aunque algunos elementos de su obra se relacionan necesariamente con el estructuralismo y se basan en él, con el tiempo estos teóricos pasaron a denominarse postestructuralistas. Muchos defensores del estructuralismo, como Lacan, siguen influyendo en la filosofía continental y muchos de los supuestos fundamentales de algunos de los críticos posestructuralistas del estructuralismo son una continuación del pensamiento estructuralista.

## Contexto
El término no hace referencia clara a una escuela definida de pensamiento filosófico como la fenomenología, el marxismo, la hermenéutica, etc., aunque tiene derivaciones filosóficas de consideración.
La obra de Ferdinand de Saussure Curso de lingüística general (1916) es considerada habitualmente el punto de origen de las ideas subyacentes a dicho planteamiento.

## Definición
En general, es un enfoque filosófico que trata de analizar un campo específico como un sistema complejo de partes relacionadas entre sí, una mereología. Por tanto, en términos amplios y básicos el estructuralismo busca las estructuras a través de las cuales se produce el significado dentro de una cultura. De acuerdo con esta teoría, el significado es producido y reproducido a través de varias prácticas, fenómenos y actividades que sirven como sistemas de significación (estudiando cosas tan diversas como la preparación de la comida y rituales para servirla, ritos religiosos, juegos, textos literarios y no literarios, formas de entretenimiento, etc.). Una estructura constaría así de dos principios, uno autorregulador o inclusivo, y uno exclusor y delimitativo. 
La novedad que introduce este enfoque no es la idea misma de estructura, ya presente de forma continua a lo largo del pensamiento occidental, sino la eliminación en ella de un concepto central que ordene toda la realidad, como sucedía con las ideas platónicas.[cita requerida]
Para F. Wahl, la cesura estructuralista pasa por el concepto de signo.
El iniciador y más prominente representante de la corriente fue el antropólogo y etnógrafo Claude Lévi-Strauss (década de 1940), quien analiza fenómenos culturales como la mitología y los sistemas de parentesco.
Durante los años 1940  y  50, la escena filosófica francesa se caracterizó por el existencialismo, fundamentalmente a través de Jean-Paul Sartre, apareciendo también la fenomenología, el retorno a Hegel y la filosofía de la ciencia, con Gastón Bachelard. 
Cuando en la década de 1961 Sartre se orienta hacia el marxismo, surge un nuevo modo de pensar: el estructuralismo. Claude Lévi-Strauss inicia este nuevo movimiento, basándose en las ideas de la etnología. Más tarde le seguirán Jacques Lacan en el psicoanálisis, Louis Althusser en el estudio del marxismo y, finalmente, Michel Foucault, desde un punto de vista muy crítico con las ambiciones estructurales. Sin embargo, resulta significativo el aporte a la comprensión del estructuralismo que hace Jean Piaget en 1968 con su obra El Estructuralismo en la cual señala que ante todo es un método, mediante el cual se abordan los objetos de estudio identificando que en ellos hay una totalidad, transformaciones y autorregulación. Y además, todo se debe comprender desde dentro de esa totalidad con una visión sistémica. En este sentido debe comprenderse que Piaget señala los límites del estructuralismo para comprender adecuadamente el ser social y los procesos sociales, aunque tampoco lo rechaza sino que lo considera insuficiente, y esta postura crítica (porque reconoce que toda estructura proviene de una anterior, con lo cual rescata lo diacrónico, negado por muchos estructuralistas) junto a su vasta y diversa obra, incluidos los debates teóricos en los que participó, es considerada como "constructivista" o "construccionista".  
Cabe destacar que Althusser y Foucault rechazaron la clasificación de su pensamiento dentro del estructuralismo (tal como aparece en su arqueología de las ciencias humanas, Las palabras y las cosas), y en rigor únicamente Lévi-Strauss realizó una reflexión explícita sobre el estructuralismo como método. En cualquier caso, se trata de un alejamiento de perspectivas meramente historicistas o subjetivistas bajo el intento de hallar una nueva orientación para la investigación que tome como bases correspondencias funcionales entre distintos elementos que forman parte de las distintas disciplinas.

## Variantes

### Realismo estructural epistémico
El concepto filosófico de estructuralismo científico está relacionado con el de realismo estructural epistémico, una posición originalmente e independientemente ocupada por Henri Poincaré (1902), Bertrand Russell (1927), y Rudolf Carnap (1928) que fue resucitado por John Worrall (1989), quien propone que hay retención de estructura a través del cambio de teoría. Worrall, por ejemplo, argumentó que las ecuaciones de Fresnel implican que la luz tiene una estructura y que las ecuaciones de Maxwell, que reemplazaron a las de Fresnel, también la implican; ambos caracterizan la luz como vibraciones. Fresnel postuló que las vibraciones se encontraban en un medio mecánico llamado "éter"; Maxwell postuló que las vibraciones eran de campos eléctricos y magnéticos. La estructura en ambos casos son las vibraciones y se mantuvo cuando las teorías de Maxwell reemplazaron a las de Fresnel. Debido a que se retiene la estructura, el realismo estructural evita la meta-inducción pesimista y no hace que el éxito de la ciencia parezca milagroso, es decir, presenta un argumento de no milagros.

### Realismo estructural óntico
Mientras que el Realismo estructural epistémico afirma que solo se puede conocer la estructura de la realidad, el realismo estructural óntico va más allá al afirmar que la estructura es todo lo que hay. Desde este punto de vista, la realidad no tiene una "naturaleza" subyacente a su estructura observada. Más bien, la realidad es fundamentalmente estructural, aunque las variantes de realismo estructural óntico no están de acuerdo precisamente sobre qué aspectos de la estructura son primitivos. El realismo estructural óntico está fuertemente motivado por la física moderna, particularmente la teoría cuántica de campos, que socava las nociones intuitivas de objetos identificables con propiedades intrínsecas. Algunos de los primeros físicos cuánticos sostuvieron esta opinión, incluidos Hermann Weyl (1931), Ernst Cassirer (1936), y Arthur Eddington (1939). Recientemente, el realismo estructural óntico ha sido llamado "el marco ontológico más de moda para la física moderna".
Max Tegmark lleva este concepto aún más lejos con la hipótesis del universo matemático, que propone que, si nuestro universo es solo una estructura particular, entonces no es más real que cualquier otra estructura.

## Estructuralismo y literatura
Cuando el estructuralismo se extiende a la literatura hace los siguientes aportes a la poética del texto: su procedimiento permite adelantar un estudio científico de la obra con independencia de la historia y crítica. Existen varias categorías de análisis que sustentan el método: el significante, significado, relaciones sintagmáticas y paradigmáticas.  Sus más importantes pensadores transitaron en los años sesenta hacia el postestructuralismo sin que ello deba entenderse como una traición sino como una acentuación de las premisas estructuralistas como también una revisión crítica de sus propias limitaciones. Roland Barthes, Jacques Lacan, Michel Foucault, Claude Lévi-Strauss, Louis Althusser, Tzvetan Todorov, Julia Kristeva son algunas de sus personalidades más destacadas.
El estructuralismo fue una herramienta sumamente útil durante el siglo XX en el desarrollo de las ciencias sociales.
Aparte de la literatura, engendró escuelas de pensamiento específicas dentro de la lingüística, psicología, antropología, sociología, entre otras disciplinas.

## Estructuralismo y matemáticas
En lo que se refiere a las matemáticas, representa una muy eficiente alternativa a la filosofía platónica para describir objetos matemáticos como números, conjuntos y funciones. El estructuralismo plantea que las afirmaciones matemáticas son, en todo caso, afirmaciones sobre relaciones dentro de patrones y estructuras, siendo esto una contracorriente a su definición como propiedades de objetos dentro de esas relaciones. Esta postura surge a partir de argumentar que, en términos filosóficos, se puede estar de acuerdo con la veracidad de una afirmación matemática sin estar necesariamente de acuerdo con los objetos que la constituyen, si es que un objeto la constituye en lo absoluto.

## Características
Jean Piaget ha definido las estructuras a través de tres características[1]:
1. Totalidad, pues hay más propiedades que elementos.
2. Transformaciones, ya que poseen un equilibrio dinámico.
3. Autorregulación, pues suponen un sistema de transformaciones automoduladas por un sistema cerrado.

## Método estructuralista
El método estructuralista estaba presente en matemáticas, lógica, física y biología. En psicología se asocia con la «forma» para superar los planteamientos de la teoría asociacionista. Se inspira en la lingüística, en la que se distinguen «lengua» (abstracta, colectiva, improducida) y «habla» (concreta, individual o grupal y producida). La lengua es el sistema de signos de la sociedad ya estipulado, y el habla, el modo de referirse de cada individuo en particular. La sociedad se estudia como un conjunto de signos destinados a asegurar entre los individuos cierto tipo de comunicación.